# Marianne Meinhart
Marianne Meinhart (geboren 11. Juli 1920 in Joachimstal; gestorben 22. August 1994 in Linz) war eine österreichische Rechtshistorikerin.

## Leben
Marianne Meinhart besuchte das Bundesrealgymnasium in Gmunden und durfte nach dem Anschluss Österreichs 1938 aus rassistischen Gründen nicht studieren. Während des Zweiten Weltkriegs wurde sie als Halbjüdin zur Zwangsarbeit herangezogen. Meinhart studierte nach 1945 als Werkstudentin Rechtswissenschaften an der Universität Wien und wurde 1952 promoviert. 1967 erhielt sie die venia legendi für Römisches Recht in Wien und wurde im selben Jahr  als außerordentliche Professorin an die Universität Linz berufen. 1969 wurde sie ordentliche Professorin. Im Studienjahr 1972/73 war sie die erste Dekanin einer Fakultät in Österreich. Von 1977 bis zu ihrer Emeritierung 1990 war sie Vorstand des Instituts für Römisches Recht. Meinharts Spezialgebiete waren das römische Erbrecht, besonders Intestaterbrecht, und die Erfassung und Auswertung der Quellen des römischen Rechts mit Hilfe der EDV.
Meinhart erhielt 1965 den Kardinal-Innitzer-Preis, 1966 den Theodor-Körner-Preis, sowie 1972 das Österreichische Ehrenkreuz für Wissenschaft und Kunst 1. Klasse.
Meinhart ist ein Stern auf dem Linzer Walk of Fem gewidmet, welcher an bedeutende in Linz wirkende Frauen erinnern soll.
Im März 2023 wurde der Linzer Reslweg aufgrund der NS-Belastung seines Namensgebers zu Ehren von Marianne Meinhart in Meinhartweg umbenannt.

## Schriften (Auswahl)
- mit Hans Kreller: Quellenstellen zum Römischen Recht (1953)
- D. 50, 16, 231. Ein Beitrag zur Lehre vom Intestaterbrecht des ungeborenen Kindes. In: Zeitschrift der Savigny-Stiftung, romanistische Abteilung, Band 82 (1965)
- Die Datierung des SC Tertullianum, mit einem Beitrag zur Gaiusforschung. In: Zeitschrift der Savigny-Stiftung, romanistische Abteilung, Band 83 (1966)
- Die Senatusconsulta Tertullianum und Orfitianum in ihrer Bedeutung für das klassische römische Erbrecht. Wiener Rechtsgeschichtliche Arbeiten IX (1967)
- Die bedingte Erbeinsetzung des Haussohnes. In: Dieter Medicus, Hans Hermann Seiler (Hrsg.): Studien im römischen Recht. Max Kaser zum 65. Geburtstag gewidmet von seinen Hamburger Schülern (1973)
- Datenverarbeitung im Dienste der Digesten. In: Dieter Medicus, Hans Hermann Seiler (Hrsg.): Festschrift für Max Kaser zum 70. Geburtstag (1976)
- Vocabularium Iurisprudentiae Romanae (auspiciis Instituti Savigniani fundatum) III/2 (labefacto  – myops) (1983)
- Vocabularium Iurisprudentiae Romanae (auspiciis Instituti Savigniani fundatum) IV/1, 3–4 (per/2 – pyxis) (1985)
- Möglichkeiten der Erfassung der Eigennamen in den Digesten. In: Hans-Peter Benöhr, Karl Hackl, Rolf Knütel, Andreas Wacke (Hrsg.): Iuris Professio. Festgabe für Max Kaser zum 80. Geburtstag (1986)
- Vocabularium Iurisprudentiae Romanae (auspiciis Instituti Savigniani fundatum) IV/2 (qua – quousque) (1987)